# 30までにとうるさくて
『30までにとうるさくて』は、2022年1月13日よりABEMAで配信されたドラマ。

## 概要
本作品は、東京で暮らす29歳独身女性4人が織りなす物語。それぞれが、「30までには結婚しないと」「子どもを産むなら、焦った方がいいのかな」と悩みを抱えた日々を過ごしている。恋にキャリア、性に友情といった働く女性なら、一度は経験するであろうテーマが登場する。
プロデューサーの藤野良太は、2020年に「17.3 about a sex」を手掛け、ティーンやその上の世代にも反響を起こした。藤野は20代女性と会話しているときに、「日本でこういうドラマがないのなら、20代女性に響くドラマを作ろう」と思い立ち、本作品を企画した。
ロケ地は2022年の東京を切り出す意味も込め、すべて東京都内にこだわり、雑踏の中のロケなども音声に配慮しながら行っている。
テレビ朝日では2022年2月6日（5日深夜）3:10 ‐ 4:00にダイジェスト版を放送した。

## 登場人物

### 主人公
美山遥（みやま はるか）〈29〉
演 - さとうほなみ
大手広告代理店「株式会社JDA」で営業職として働くバリキャリ女性。性欲が強いが、彼氏とは1年半もの間セックスレスに陥っている。
演じるさとうは「仕事を楽しむ」一方「ずっとうじうじした点もある」と役柄を分析している。
三浦恭子（みうら きょうこ）〈29〉
演 - 山崎紘菜
PR会社「LIS Inc.」の敏腕社長。仕事一筋で、恋愛・結婚・出産には一切興味が無かったが、子供が欲しいと考え始める。「年齢なんてフィクション」とうそぶくものの、女性としての幸せとは何なのかという将来設計を目の当たりにする。
演じる山崎は「解決に向けてまっすぐ進む」人物と語っている。
藤沢花音（ふじさわ かのん）〈29〉
演 - 佐藤玲
社長秘書。「年収2,000万円以上」の男性を探すため、結婚相談所に通い始めるが、生活苦に陥りだす。
演じる佐藤は「ポジティブに頑張るところ。悪態突きながらもみんなをフォローしたり、優しいところもある」キャラクターと語っている。
佐倉詩（さくら うた）〈29〉
演 - 石橋菜津美
フリーのクリエイター。レズビアンで、パートナーの真琴と暮らす。
演じる石橋は「客観的に全般を見ている」「愛情深く、戦うところは戦う」人物と説明している。

### その他の人物
みちる
演 - 菊池亜希子（1話～最終話）
遥たち4人が集う渋谷のカフェ&バー「MIMOSA」の店員。2度の離婚と3度の結婚を経験している。

#### 遥の関係者
長島奏多（ながしま かなた）〈29〉
演 - 堀井新太（1話～最終話）
遥の彼氏。遥とは同い年で交際5年。1年半のセックスレス期間を経て、遥にプロポーズをする。
鎌田知也（かまた ともや）〈29〉
演 - 栁俊太郎（1話～4話）
遥の会社の同期である敏腕デザイナー。遥と過去に一夜を共に過ごしたことがある。
スピンオフドラマ『結婚してとうるさくて』では主人公を務める。
相田ゆうき（あいだ ゆうき）〈24〉
演 - 島崎遥香（1話～4話）
遥の会社の後輩。
渡辺（わたなべ）
演 - 東根作寿英（1話～4話、6話）
遥の上司。岡本家具の新規プロジェクトの担当を遥に任せる。
松島裕子（まつしま ゆうこ）
演 - 霧島れいか（1話～3話、6話～最終話）
「株式会社岡本家具」の担当者。外資系出身のやり手。
高坂博美（こうさか ひろみ）
演 - 安藤聖（1話、5話、6話、最終話）
「株式会社JDA」営業部総務課の社員。成績の良いキャリアウーマンだったが、結婚・出産を機に営業部から異動となった。
千葉彩子（ちば あやこ）
演 - 糸原美波（1～3話）
鎌田のアシスタント。元読者モデル。SNS上で彼氏に浮気されていたと暴露する。
森悠斗（もり ゆうと）〈24〉
演 - 中川大輔（5話～最終話）
ジャズミュージシャン。遥と公園で知り合う。

#### 恭子の関係者
美香子（みかこ）
演 - 松本若菜（2話、7話）
既婚者で1児の母。
サノ
演 - 瀧川鯉斗（1話、2話）
恭子のクライアント。釣り好き。
吉田有紗（よしだ ありさ）
演 - 手塚真生（1話～6話）
恭子の部下。
木下夏菜子（きのした かなこ）
演 - 佐分利眞由奈（1話～6話）
恭子の部下。

#### 花音の関係者
高村篤人（たかむら あつと）
演 - 渋江譲二（3話～最終話）
「株式会社ツリーハウス」代表取締役。理想主義者。競馬場で花音と出会い、彼女を会社に来ないかと誘う。
齋藤（さいとう）
演 - 佐藤祐基（5話～最終話）
「株式会社ツリーハウス」副社長。現実主義者。
高村愛梨（たかむら あいり）
演 - 豊島花（5話～最終話）
高村篤人の娘。高校受験を迎える中学3年生。
原田真帆（はらだ まほ）
演 - Niki（3話、4話、7話、最終話）
TODO社長の愛人。後に創作フレンチレストラン「ceNon」のオーナー兼ソムリエとして花音の前に現れる。
TODO社長
演 - 石丸謙二郎（1話～4話）
花音の上司。

#### 詩の関係者
山下真琴（やました まこと）
演 - 中田クルミ（1話～最終話）
詩の恋人で、モデルの卵。マネージャーには詩のことを「友人」と偽る。
詩の母
演 - 石野真子（5話、最終話）

## 配信日程
| 放送回 | 配信日程      | サブタイトル                         | 配信分 |
| ------ | ------------- | ------------------------------------ | ------ |
| 第1話  | 2022年1月13日 | 女29歳。人生設計ムズくない？         | 37分   |
| 第2話  | 1月20日       | レスだけど結婚ってアリ？             | 41分   |
| 第3話  | 1月27日       | 29歳、産む産まない問題。             | 42分   |
| 第4話  | 2月3日        | 令和働く女、結局ツラすぎ説           | 40分   |
| 第5話  | 2月10日       | 29歳、結婚相手の条件って？           | 46分   |
| 第6話  | 2月17日       | 東京で生きるの、メンタルキツくない？ | 42分   |
| 第7話  | 2月24日       | 29歳独身女子のお金事情               | 43分   |
| 最終話 | 3月3日        | 30歳、どう生きれば幸せになれるの？   | 54分   |

## スタッフ
- 脚本：山田由梨
- 監督・演出：金井紘
- 企画・プロデュース：藤野良太
- テーマソング：松原みき「真夜中のドア〜Stay With Me」（ポニーキャニオン）
- 制作著作：AbemaTV
- 医療監修：高橋幸子_(産婦人科医)　（産婦人科医・埼玉医科大学助教）、宋美玄

## 結婚してとうるさくて

### 登場人物
鎌田知也（かまた ともや）〈29〉
演 - 栁俊太郎
広告クリエイター。
西野まりえ（にしの まりえ）〈29〉
演 - 今泉佑唯
文房具メーカーの営業。
白石梨沙子（しらいし りさこ）〈29〉
演 - 山本千尋
弁護士。

### 配信日程
| 放送回 | 配信日程 | サブタイトル             | 配信分 |
| ------ | -------- | ------------------------ | ------ |
| 第1話  | 2022年   | 女には言えない男の本音   | 14分   |
| 第2話  | 2022年   | 男が結婚しない本当の理由 | 14分   |